# خال‌کوبی

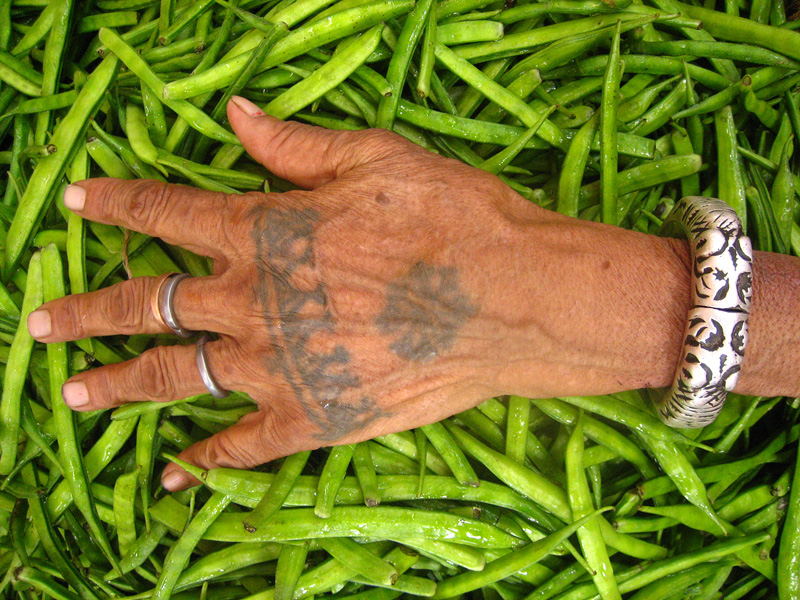
یک تتو دست قبیله‌ای در هندوستان. خال‌کوبی در میان بسیاری از مردمان بومی یک سنت است.

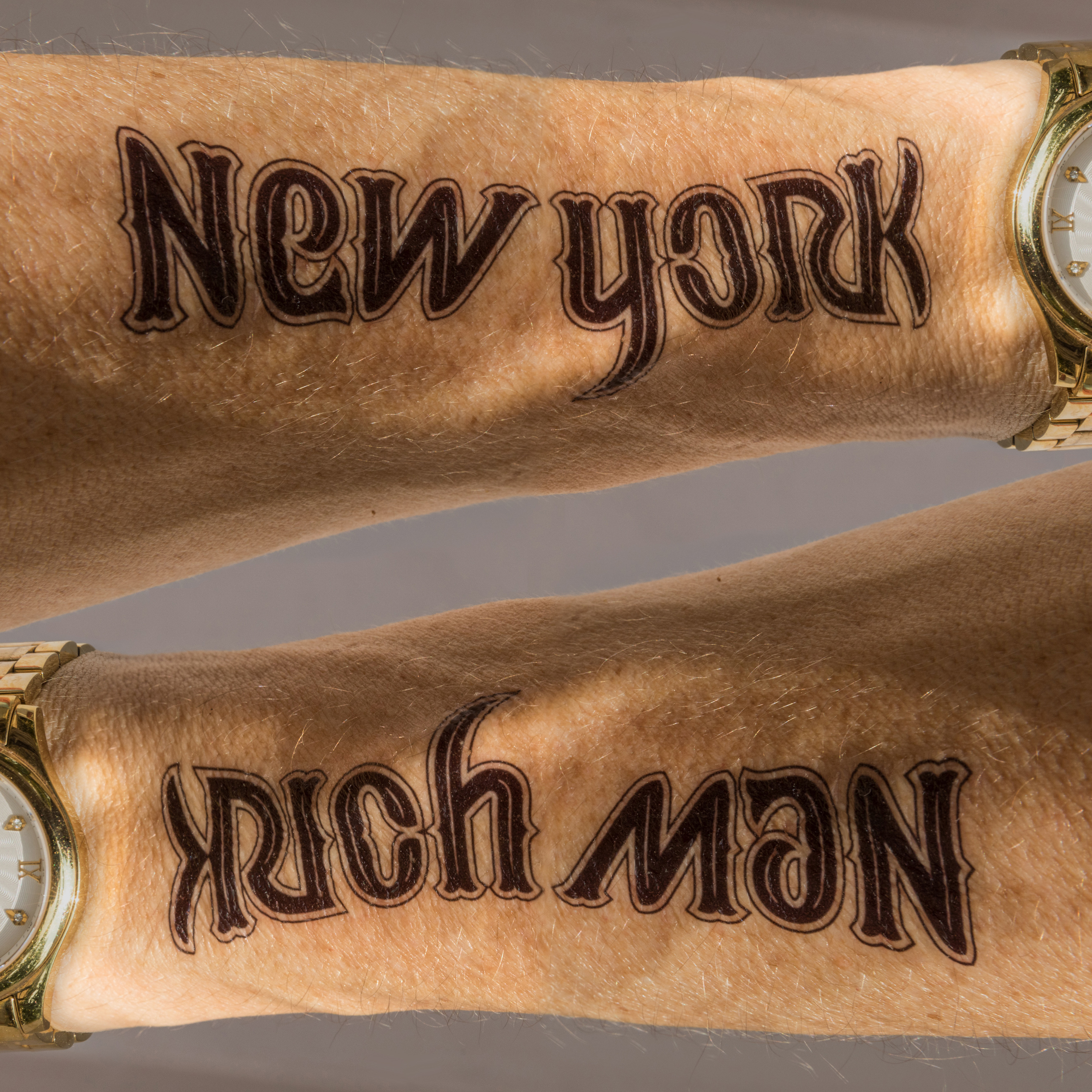
نگاره‌ای از یک خال‌کوبی متقارن‌نما در دو حالت اصلی و چرخشی (۱۸۰ درجه‌ای) بر روی ساعد یک مرد. در این خال‌کوبی، عبارت «نیویورک» با فونت و سبکی که نوشته‌شده، با چرخش ۱۸۰ درجه‌ای، «مرد ثروتمند» خوانده می‌شود.

خالْ‌کوبی یا  خال‌زنی به عمل ایجاد طرح دائمی یا با ماندگاری طولانی بر روی پوست گفته می‌شود. این عمل پدیده‌ای جهان گیر است. حتی در بین نقوشی که در جای‌های گوناگون جهان انجام می‌شود، تشابه نیز مشاهده شده‌است. تتو رسانه بیان خود است خالکوبی می تواند جنبه هایی از هویت یک فرد را تجسم بخشد. خالکوبی می تواند نمایانگر فلسفه های شخصی یا باورهای معنوی باشد.

## دلایل و نقش‌ها
زنان معمولاً برای زیباتر شدن اقدام به خال‌کوبی می‌کرده‌اند. گاه نیز به دلایل خرافی همچون افزون شدن مهر شوهر، سپیدبختی یا دور کردن چشم بد این عمل را انجام می‌داده‌اند. محل خال‌کوبی بستگی به دلیل خال‌کوبی داشته‌است. طرح بوته گل یا گنجشک در زیر گردن برای زیبایی به کار می‌رفته‌است. نقش سرو یا بوته گل بر سینه و خال تکی بر چانه یا میان دو ابرو، همگی از خال‌های زیباکننده بوده‌اند. خال محبت بر زبان نقش می‌شده‌ و خال چشم بد و افزونی مهر شوهر در زیر ناف به‌کار می‌رفته‌است.
گاه نیز از خال‌کوبی به عنوان یک روش درمانی برای گلودرد (خال‌کوبی بر گلو) یا ترس (خال‌کوبی بر آلت تناسلی) یا باد فتق (خال‌کوبی زیر ناف) استفاده می‌شده‌است. پهلوانان و شبه پهلوانان، معمولاً خال را بر بازو یا سینه و به نقش شیر و اژدها می‌کشیدند.
خالکوبی اغلب به یاد رویدادها یا نقاط عطف مهم زندگی است تتو چیزی بیشتر از تزیین و آرایش پوست است  بلکه میتواند بیان عمیقی از هویت، تجربیات و احساسات بشمار آید.خالکوبی به عنوان یک فرم هنری و ابراز هویت، می‌تواند نمایانگر احساسات، تجربیات یا باورهای فرد باشد. بسیاری از افراد با خالکوبی به دنبال ایجاد حس تعلق، قدرت یا زیبایی هستند. این عمل می‌تواند به عنوان راهی برای مقابله با استرس یا دردهای عاطفی نیز عمل کند.
برخی از مطالعات نشان داده اند که خالکوبی به افراد کمک می کند تا حس "خود " را ایجاد و یا تقویت کنند.تتو تلاشی است برای بیان منحصر به فرد بودن خود را در جامعه ای که اغلب به انطباق اهمیت می دهد.
خالکوبی همچنین می تواند به عنوان راهی برای پردازش تروما یا تجارب عاطفی مهم باشد.افراد ممکن است برای بزرگداشت عزیزانشان یا تاب آوری و نمادی برای غلبه بر سختی ها خالکوبی کنند، در این معنا تتو میتواند درد را به چیزی معنادار تبدیل می کنند.خالکوبی می‌تواند نشان‌دهنده تغییرات در زندگی، مانند شروعی جدید یا یادآوری یک رویداد مهم باشد. با این حال، برخی افراد ممکن است به دلایل اجتماعی یا فرهنگی تحت فشار قرار گیرند تا خالکوبی کنند. آنچه که مسلم است هر خالکوبی داستان خاص خود را دارد و می‌تواند به عمق شخصیت فرد اشاره کند.
خالکوبی ها همچنین می توانند نماد سرپیچی از انتظارات یا هنجارهای اجتماعی باشند، به ویژه زمانی که دیدگاه های سنتی در مورد هنر بدن را به چالش می کشند. تتوی بدن یک عمل پیچیده است که می‌تواند نمایانگر ابراز فردیت و هویت باشد، اما همچنین ممکن است نشان‌دهنده بحران‌های روانی و اختلالات شخصیتی باشد. درک دقیق‌تر از انگیزه‌ها و پیامدهای این عمل نیازمند بررسی‌های بیشتر در زمینه روانشناسی و جامعه‌شناسی است.

## واژه‌شناسی
خال‌کوبی در واقع معنای واژه tattoo به انگلیسی است و اصل واژه tatu به لاتین بوده که از کشور تاهیتی واقع در اقیانوس آرام آمده‌است. این کلمه بعد از ترجمه به انگلیسی به این شکل درآمده و «علامت گذاری چیزی» معنای اصل واژه است.
خال‌کوبی یک واژه از زبان پارسی میانه است. واژه تاتو نیز در زبان فارسی به کاربرده می‌شود که در واقع وامواژه‌ای از زبان انگلیسی به حساب می‌آید. تاتو در سده هجدهم میلادی در زبان انگلیسی پدیدار شد. زبانشناسان معتقدند که تاتو از زبان ساموآیی به معنای کوبیدن وارد انگلیسی شده‌است.

## تاریخچه
احتمالاً خال‌کوبی قدمتی به اندازه نقاشی دارد. اولین خالکوبی‌های جهان بر بدن اوتسی یا مرد یخی مشاهده شده که متعلق به ۵۳۰۰ سال قبل است. در سال ۱۹۹۱ پیکر یخ‌زده مردی در کوه‌های آلپ پیدا شد که ۶۱ خالکوبی بر بدن خود داشت. خالکوبی‌های اوتسی کوچک و نامشخص بود. فقط چند نقطه و خط، مردم‌شناسان معتقدند اینها جای نوعی طب سوزنی برای مقاصد درمانی آن زمان بوده‌است. جای شگفتی است که در دوران نوسنگی یا عصر برنز چنین خالکوبی‌هایی انجام شده چرا که این میزان صدمه به پوست نیاز به چند ماه برای ترمیم داشته‌است و چنین دانشی برای آن زمان حیرت‌آور است.
در اسطوره‌ها آمده است که کاپیتان جیمز کوک، در اواخر قرن هجدهم در سفر‌های دریایی خود در اقیانوس آرام افراد گوناگونی را از مردم بومی با خالکوبی‌های گوناگون مشاهده کرده است. می‌گویند ۹۰٪ از خدمهٔ کشتی او خالکوبی‌هایی به یادگار سفر‌های دریایی خود بر بدن داشتند.
دریانوردان نیروی دریایی بریتانیا این رسم را پی گرفتند و یادگار‌هایی از سفر‌های دریایی بر بدن خود خالکوبی کردند. آنها با ترکیب ادرار و باروت  ماده‌ای تهیه می‌کردند که  به جوهر دریایی مشهور بود. 
در اواخر قرن ۱۹ ماشین تتو بر مبنای دستگاه چاپ توماس ادیسون اختراع شد. این دستگاه در سال ۱۸۷۵ ساخته شد و از آن زمان تابه‌حال تغییر چندانی نکرده است. هنوز می‌تواند پوست را بین ۵۰ تا ۳۰۰۰ بار در دقیقه سوراخ کند.
در طول زمان خالکوبی یا تتو به روشی برای بیان داستان شخصی هر فرد تبدیل شده است.

### خال‌کوبی در ایران
خال‌کوبی در ایران به ادوار بسیار قدیم تاریخی بازمی‌گردد. تندیسه‌هایی در پازیریک و لرستان از دورهٔ هخامنشیان یافت شده‌است که نشان خال‌کوبی بر بدنشان بوده‌است. مولوی در مثنوی معنوی، در ضمن داستان پهلوانِ قزوینی (شیر بی یال و دُم) به عمل خال‌کوبی با عنوان کبودی زدن اشاره می‌کند.
شعبان جعفری در بخشی از خاطراتش دربارهٔ خالکوبی می‌آورد: 

[خالکوبی]والا نشونی [چیزی] نبود. اون وقتا اینایی که ورزشای باستانی می کردن بیشتر تو زورخونه لخت می شدن و دلشون می‌خواست یه دو تا خال تو تنشون باشه و از این حرفا. بیشتر خالا رم تو زندان می کوبیدن… خود زندانیا که تو زندان بودن می کوبیدن دیگه. بالاخره اونجا آدمایی بودن که تو زندان مثلاً خال می کوبیدن. بیشتر تو زندان این کارو می کردن.

همچنین خود در پایان کتاب می‌آورد که: 

«خالکوبی جزو مراسم زورخانه نبوده و هیچ وقت مخصوص ورزشکار و پهلوان نیست. خالکوبی تنها از نیم قرن گذشته در زورخانه‌ها رایج شده‌است. در عکس‌های قدیمی تر اثری از خالکوبی بر دست و بازو و سینه پهلوانان دیده نمی‌شود.»

### خال‌کوبی در فرهنگ و ملل مختلف
خال‌کوبی در ایران بیشتر نزد پهلوانان و اوباش جاهل مرسوم بوده‌است.

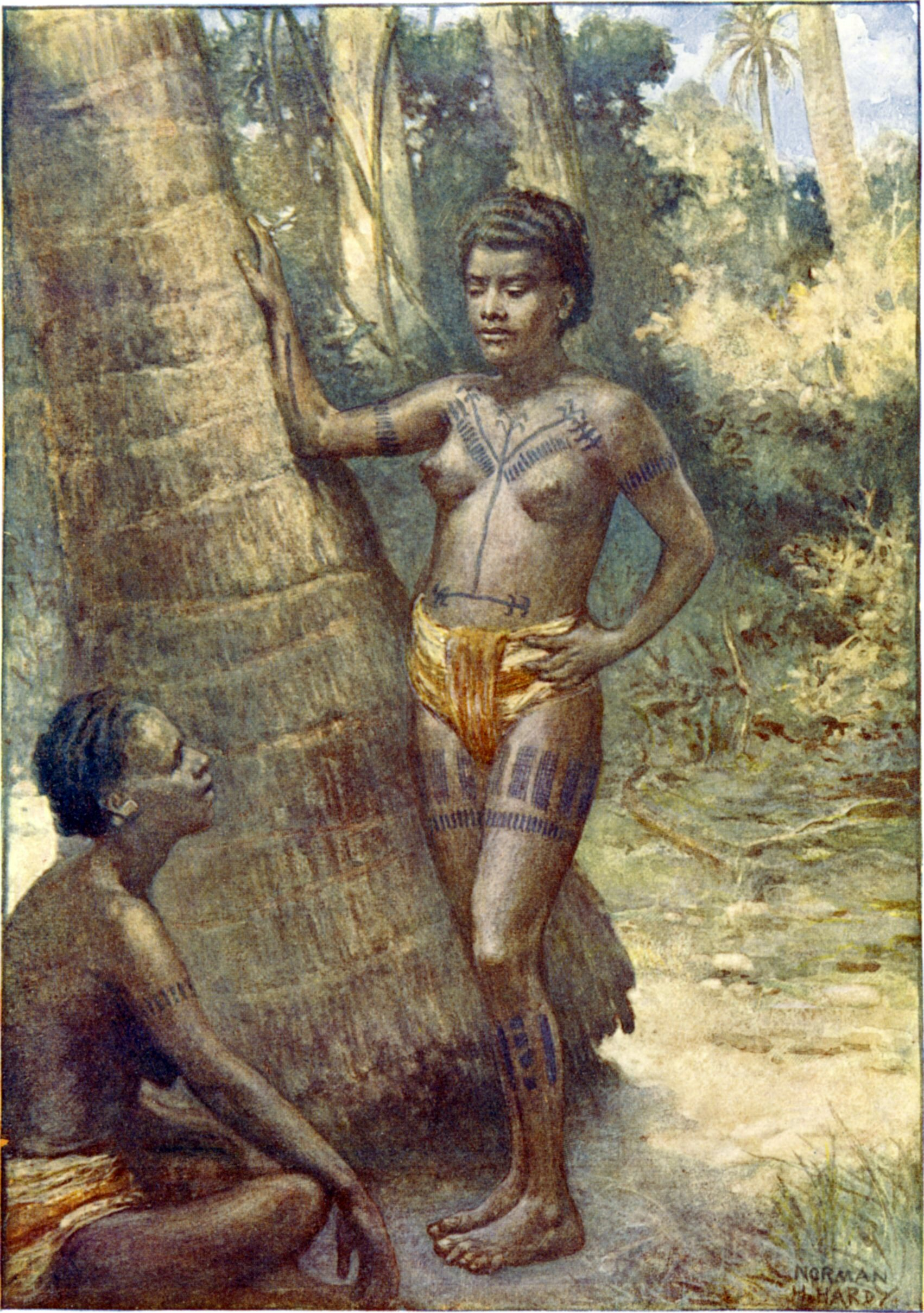
زنی با خالکوبی در پلی‌نزی

آینوها، مردم بومی ژاپن، به‌طور سنتی بر روی صورت خود خال‌کوبی می‌کنند. امروزه خال‌کوبی بر روی صورت در میان آمازیغ‌ها در شمال آفریقا، مائوری‌های نیوزیلند و آتایال‌های تایوان نیز شایع است.
خال‌کوبی به ویژه در اقوام پولینزی، و برخی گروه‌های قومی در تایوان، فیلیپین، برنئو، جزایر منتاوی، آفریقا، آمریکای شمالی، آمریکای جنوبی، آمریکای مرکزی، اروپا، ژاپن، کامبوج، نیوزیلند و میکرونزی شایع است.

### خال‌کوبی در ادیان
گفته می‌شود از دیدگاه بعضی از شاخه‌های دین اسلام، خال‌کوبی جایز نیست. اما در تشیع اکثر مراجع نظر به مباح بودن آن دارند. در فتوای آیت الله خامنه ای گفته شده: «تتو کردن اگر برای بدن ضرر قابل توجهی داشته باشد یا تصاویر مستهجن یا مطالب باطلی را بر بدن تتو کنند جایز نیست؛ اما اگر برای بدن ضرری نداشته باشد و مطالبی که نوشته شده، مطالب یا نماهای حرامی نباشد و مفسدهٔ دیگری بر این کار مترتب نشود اصلش اشکالی ندارد؛ اگرچه مستحب و پسندیده هم نیست.»
هم‌چنین با استناد به کتاب تورات در دین یهودیت، خال‌کوبی مجاز شمرده نشده‌است. در مسیحیت کاتولیک نیز چنین عملی نهی شده‌است

## فرایند
پوست بزرگ‌ترین عضو بدن است که حدود 15٪ از وزن انسان را تشکیل می‌دهد. پوست سه لایهٔ اصلی دارد: اپیدرم یا روپوست که در سطح قرار دارد، درم یا میان‌پوست که رگ‌های خونی و غدد عرق و فولیکول‌های مو و عصبها دراین بخش قرار دارند و درونی‌ترین و ضخیم‌ترین بخش که هیپودرم یا زیرپوست نام دارد و لایه‌های چربی پوست در آن قرار دارد.
بیرونی‌ترین لایهٔ پوست هر ۲۸ روز تجدید می‌شود اما تتوها باقی می‌مانند و از بین نمی‌روند چون جوهر تتو به میان‌پوست یا درم تزریق می‌شود. لایهٔ میانی پوست با اپیدرم یا روپوست محافظت می‌شود. وقتی جوهر به میان‌پوست وارد می‌شود بدن برای مقابله با آسیب شروع به فرستادن ماکروفاژها (سلول‌های سیستم ایمنی) و گلبول‌های سفید به منطقه می‌کند و آنها تلاش می‌کنند جوهر را جذب کنند و به جریان خون منتقل کنند.
البته پیگمان‌های رنگی جوهر بزرگ‌تر از آن هستند که ماکروفاژها بتوانند آنها را حمل کنند و در نتیجه سر جای خودشان باقی می‌مانند. به همین دلیل است که ما می‌توانیم آنها را از ورای روپوست یا اپیدرم ببینیم.

## درد
به سبب آنکه جوهر خالکوبی به غشاء میانی پوست تزریق می‌شود و در آن قسمت عصب وجود دارد، خالکوبی همراه با درد است. 
خالکوبی در ناحیه‌ای از بدن که چربی کمتری دارد و پایانه‌‌های عصبی بیشتری دارد موجب ایجاد درد بیشتری می‌شود. علاوه بر رویه و مچ پا، ساق پا و زیر بغل و قفسهٔ سینه هم از مناطق حساس بدن است. با این وجود احساس درد بستگی به میزان حساسیت هر فرد دارد. واکنش هر فرد نسبت به روال خالکوبی همانند فرد دیگر نیست. و آستانهٔ تحمل درد افراد مختلف با هم فرق می‌کند.

## روش
شیوه قدیمی خال‌کوبی، با اندک تفاوت در همه جای ایران یکسان بوده‌است. ابتدا نقش را با سوزنی بر پوست حک می‌کردند تا اندکی خون بیاید. سپس ماده رنگی را بر این زخم قرار می‌داده‌اند تا به تدریج جذب پوست شود. ماده رنگی می‌توانسته شامل نیل، سرمه، دوده چراغ، آب تره یا هر رنگ طبیعی ماندگار دیگر به صورت مایع یا جامد باشد که به آن خال‌کوبی گوشتی می‌گویند و به خاطر دلایلی از جمله خون آمدن و خطرات بهداشتی آن، این کار حرام اعلام شده بود.
اما در روش جدید خالکوبی با دستگاه توسط دو نوع عمده از ماشین‌های خالکوبی انجام می‌شود، دستگاه‌های آهنربایی که به مگنت یا گان هم مشهورند و دستگاه‌های روتاری که درون خود موتور کوچکی دارند. سازوکار هر دو دستگاه در نهایت باعث حرکت رفت و برگشتی سوزن می‌شود. معمولاً وقتی مردم از واژه «تتو» استفاده می‌کنند به خالکوبی با ماشین اشاره دارند و وقتی از «خالکوبی» یاد می‌کنند بیشتر روش قدیمی استفاده از سوزن مد نظر است.
در بخش دیگری از خاطرات شعبان جعفری دربارهٔ شیوه خالکوبی می‌آورد: 

اون وقتا آب تره و دوده رو با شیکر قاطی می کردن. اون وقت یه خطی، یه نقشه ای که مثلاً مثل این صورت در بیاد می کشیدن… بعد این نقشه رو با سوزن یواش یواش و دونه دونه همین‌جوری انقد می زدن تا این خون و این مواد بره زیر این پوست و رنگ بگیره. این تقریباً می‌شد یه خال. گاهی تب و لرزم میاورد… بله. اصلاً یه لرزی می‌کردیم که نگو، حسابی ناراحت می‌شدیم. همین‌جور یواش یواش هی می‌کوبیدیم… آخه اون وقتا این خالکوبی که رو اسلوبی نبود، اسلوب صحیحی که بخوان خال بکوبن. اینجا [آمریکا] مثلاً خال قهوه ای و سبز و اینا رو با ماشین راحت و قشنگ می کوبن، خالشم قشنگه. اونجا یه هچلفی [هشلهفی] مثل مال من بود…

## خطرهای بهداشتی

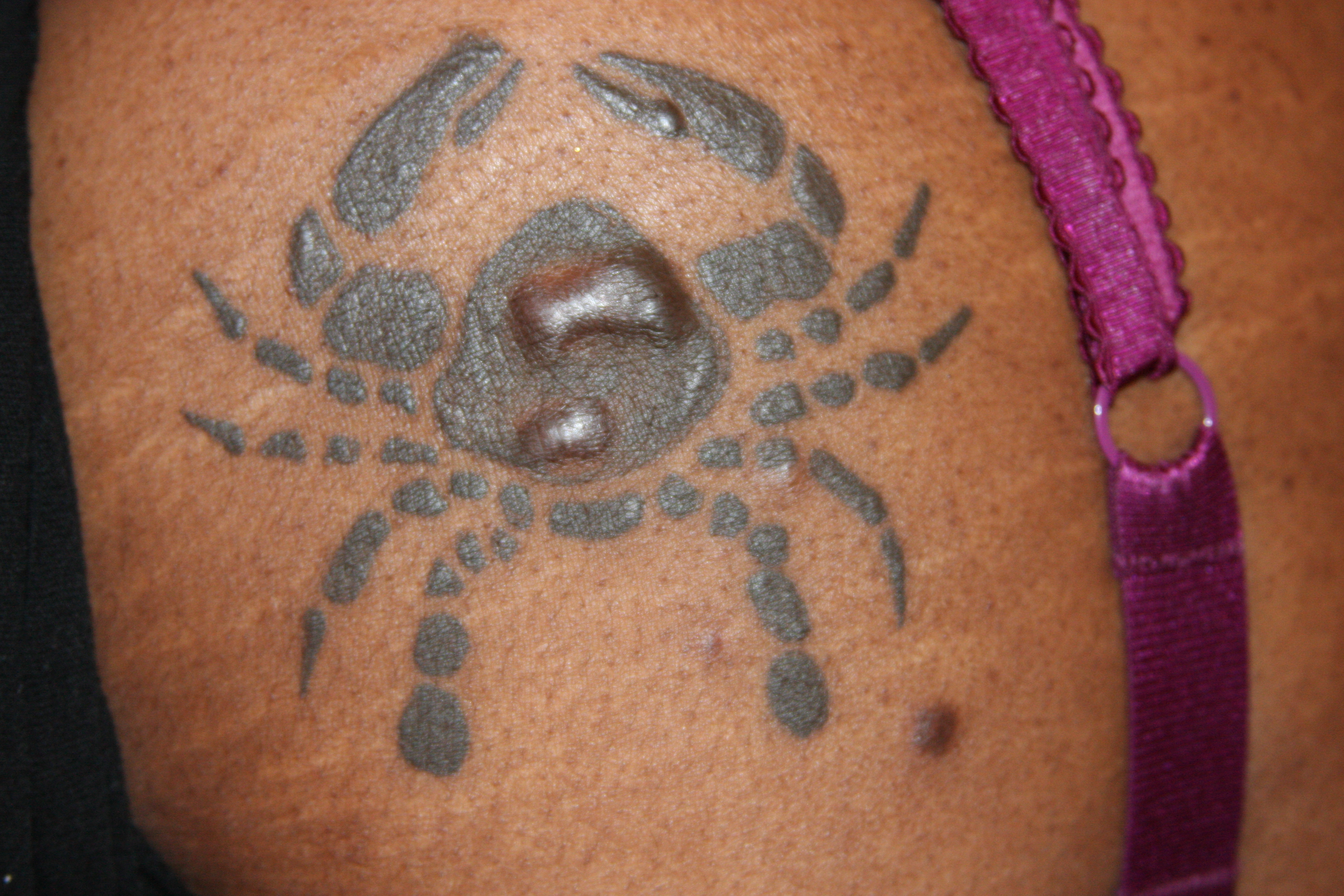
گوشت اضافه یا کلویید بر اثر تتو/خالکوبی.

خال‌کوبی به دلیل شکستن سد دفاعی پوست می‌تواند سلامتی فرد را تهدید کند، از جمله بیماری‌های عفونی و بروز حساسیت. اگر وسایل خال‌کوبی به خوبی ضد عفونی نشوند ممکن است باعث انتقال بیماری‌هایی همچون ایدز شود. همچنین استفاده از رنگ‌های تقلبی توسط برخی تتوکاران ممکن است به پوست آسیب برساند.

## پاک کردن خال‌کوبی
در برخی از موارد می‌توان خال‌کوبی را به‌طور کامل یا بخش‌هایی از آن را از سطح پوست حذف کرد. این فرایند توسط لیزر انجام می‌گیرد و معمولاً رنگ سیاه و رنگ‌های تیره به‌طور کامل حذف می‌شوند. حذف خال‌کوبی دارای هزینه و درد بیشتری در مقایسه با انجام خال‌کوبی است. گاهی جهت حذف خال‌کوبی‌ها مواردی چون درم ابریژن و پیوند پوست یا جراحی سرمایی نیز انجام می‌گیرد.

## نگارخانه

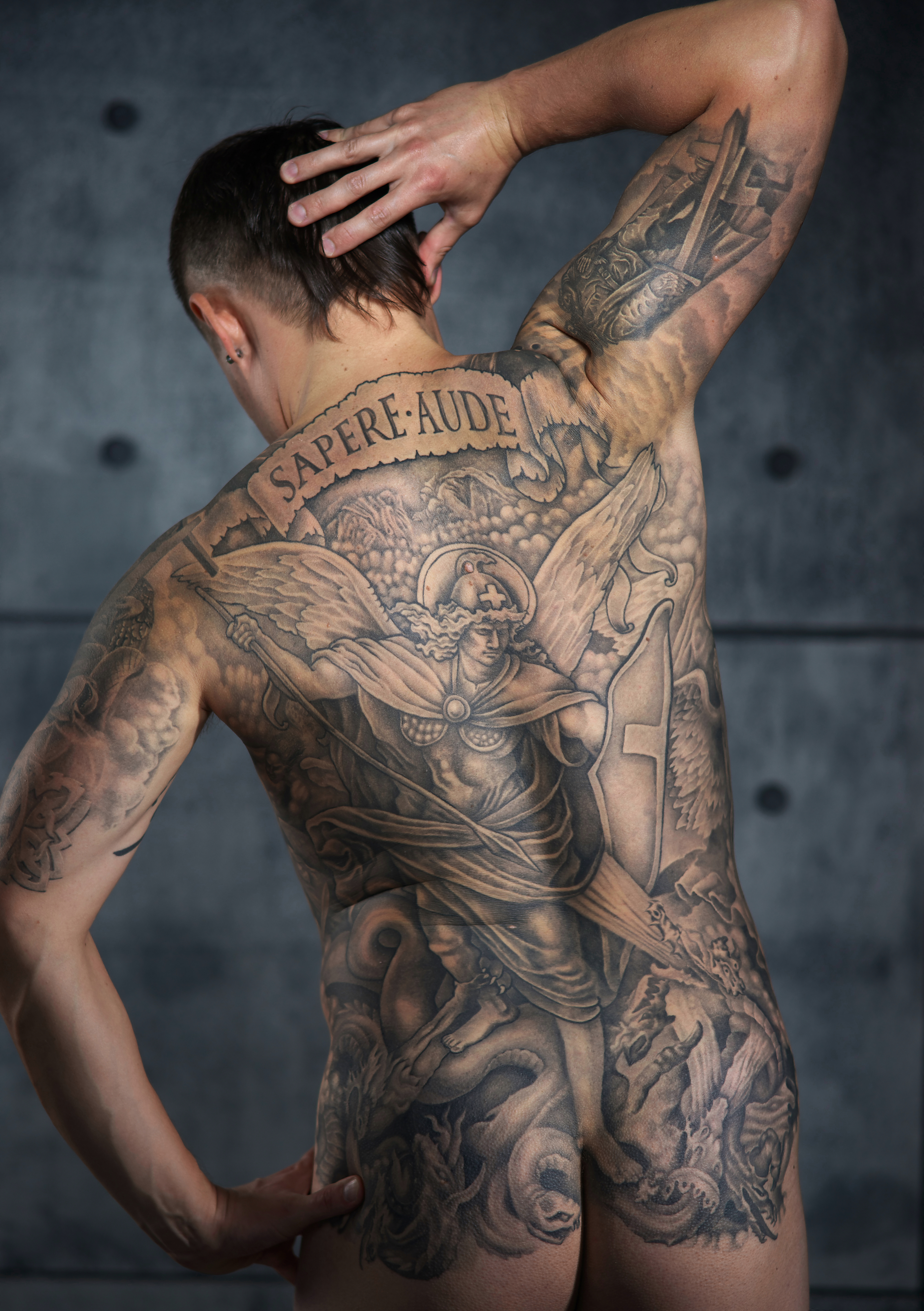
یک مرد با خال‌کوبی کامل در کمر
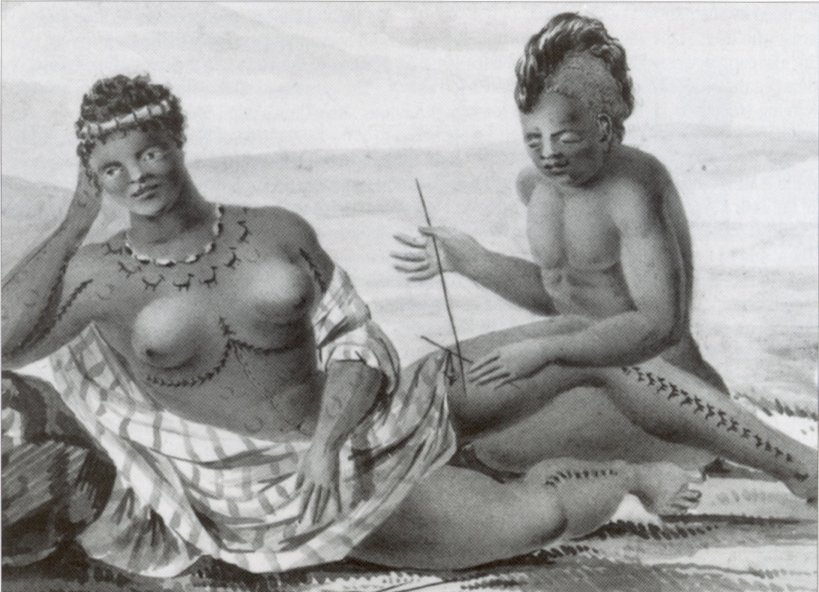